# NSN女流プロトーナメント戦
NSN女流プロトーナメント戦（えぬえすえぬじょりゅうプロトーナメントせん）は日本将棋ネットワーク（NSN）主催で行われていた将棋の女流棋戦。2005年創設で、2009年まで年2回ほどの頻度で開催されていたインターネット棋戦である。非公式戦であり、対局結果は各女流棋士の公式の通算記録には含まれない。

## しくみ
選抜された女流棋士16名（第3回までは8名）によるトーナメント戦。
持ち時間は30分（対局時計方式）で、使い切ると1手30秒未満。
NSNのネットワーク対局のシステムを利用して、インターネットを通して対戦が行われた。対局はインターネットで公開されたが、観戦にはNSNへの会員登録（有料）が必要であった。
女流棋士団体が2つに分かれた2007年の第5回以降は、日本将棋連盟所属の女流棋士のみが参加した。

## 歴代決勝結果
段級位は対局当時のもの。
| 回 | 対局日         | 優勝               | 準優勝           |
| -- | -------------- | ------------------ | ---------------- |
| 1  | 2005年12月8日  | 村田智穂女流初段   | 中倉宏美女流初段 |
| 2  | 2006年3月20日  | 中村真梨花女流初段 | 村田智穂女流初段 |
| 3  | 2006年7月2日   | 中村真梨花女流初段 | 早水千紗女流二段 |
| 4  | 2007年1月27日  | 村田智穂女流初段   | 松尾香織女流初段 |
| 5  | 2007年9月18日  | 岩根忍女流初段     | 里見香奈女流初段 |
| 6  | 2008年4月3日   | 岩根忍女流初段     | 井道千尋女流1級  |
| 7  | 2008年10月31日 | 岩根忍女流初段     | 山田朱未女流初段 |
| 8  | 2009年6月17日  | 中村真梨花女流二段 | 安食総子女流初段 |